# Élise Marié
Élise Marié, né le 22 juillet 1995 à Dijon, est une basketteuse française évoluant comme meneuse.

## Biographie

### Enfance et formation
À quatre ans, Élise Marié souhaite jouer au football comme son frère Jordan, devenu joueur professionnel, qu'elle va voir sur les bords des terrains. Son jeune âge l'empêche de débuter, elle choisit alors le basket-ball, comme sa sœur.
Elle commence à Joinville, près de Dijon, et à jouer également à AGBB Genlis en baby basket puis elle reste cinq ans à Saint-Apollinaire. En raison de sa taille inférieure à la moyenne, elle est tout de suite placée meneuse. Elle intègre ensuite le pôle espoirs de Bourgogne et le Tarbes Gespe Bigorre. Membre de la sélection régionale de Bourgogne, elle termine troisième avec son équipe et dans le cinq majeur du tournoi local du TIC 2017.
Elle commence les entraînements avec l'équipe de Ligue féminine dès sa première année à Tarbes, à quinze ans. En match, elle évolue avec les cadettes, puis rapidement avec les espoirs en N2.
Elle fait ensuite plusieurs apparitions avec l’effectif professionnel du TGB. Ses débuts en première division ont lieu en 2014 puis, avant sa deuxième rencontre, elle se blesse au genou (ligaments croisés), ce qui clôt sa saison. À son retour, elle préfére jouer avec les espoirs.

### Professionnelle à Chartres
En mars 2015, l'entraîneur de l'AB Chartres en Ligue 2, Benoît Marty, déjà rencontré en cadettes à Tarbes, contacte Élise Marié. Après des essais, il lui promet du temps de jeu et Élise souhaite ce tester à ce niveau. Elle rejoint le club à l'intersaison.
En mai 2018, elle signe un nouveau contrat de deux ans. En juillet, elle est élue dans le cinq majeur des trois dernières années au poste 1 par les supporters.
En février 2020, elle prolonge son contrat de deux nouvelles saisons, jusqu'en juin 2022. Au terme de la saison 2019-20 tronquée par le Covid-19, Élise Marié est élue meilleure joueuse de l'année de Ligue 2.
À partir de la saison 2021-2022, sa septième à Chartres, Élise Marié est capitaine de l'équipe.
Au terme de la saison 2023-24, Chartres et sa capitaine sont sacrés champions de LF2 et promus en première division. Élise Marié est élue MVP des finales,.

## Palmarès
- First Pick All Star Ligue Féminine de Basket 2 2023-2024[Quoi ?]

## Statistiques
| Saison             | Club               | Championnat        | Championnat | Championnat | Coupe | Coupe | Total | Total |
| Saison             | Club               | Division           | MJ          | Moy         | MJ    | Moy   | MJ    | Moy   |
| ------------------ | ------------------ | ------------------ | ----------- | ----------- | ----- | ----- | ----- | ----- |
| 2012-2013          | Tarbes GB          | Ligue 1            | 1           | 0           | -     | -     | 1     | 0     |
| 2013-2014          | Tarbes GB          | Ligue 1            | 1           | 0           | -     | -     | 1     | 0     |
| 2014-2015          | Tarbes GB          | Ligue 1            | -           | -           | -     | -     | 0     | 0     |
| Sous-total         | Sous-total         | Sous-total         | 2           | 0           | 0     | 0     | 2     | 0     |
| 2015-2016          | Chartres           | Ligue 2            | 22          | 3,4         | 1     | 5     | 23    | 3,5   |
| 2016-2017          | Chartres           | Ligue 2            | 35          | 4,7         | -     | -     | 35    | 4,7   |
| 2017-2018          | Chartres           | Ligue 2            | 19          | 4,6         | -     | -     | 19    | 4,6   |
| 2018-2019          | Chartres           | Ligue 2            | 19          | 4,0         | 2     | 6,0   | 21    | 4,2   |
| 2019-2020          | Chartres           | Ligue 2            | 17          | 6,8         | 1     | 3,0   | 18    | 6,6   |
| 2020-2021          | Chartres           | Ligue 2            | 20          | 5,4         | 2     | 11,5  | 22    | 6,9   |
| Sous-total         | Sous-total         | Sous-total         | 132         | 4,8         | 6     | 7,2   | 138   | 4,8   |
| Total sur carrière | Total sur carrière | Total sur carrière | 134         | 4,6         | 6     | 7,2   | 140   | 4,7   |